# Hybanthus longipes
Hybanthus longipes là một loài thực vật có hoa trong họ Hoa tím. Loài này được (Dowell) Standl. mô tả khoa học đầu tiên năm 1927.